# Rhioxyna
Rhioxyna es un género de arácnido  del orden Opiliones de la familia Gonyleptidae.

## Especies
Las especies de este género son:
- Rhioxyna unicornis
- Rhioxyna zoppeii